# جن‌یونگ ۱۰۹۳۰
سیارک ۱۰۹۳۰ (به انگلیسی: 10930 Jinyong، نامگذاری:1998CR2) ده هزار و نهصد و سیمین سیارک کشف شده‌است که در ۶ فوریه ۱۹۹۸ کشف شد.
قدر مطلق سیارک برابر ۱۲٫۹۰ است.